# Rowdy
Als Rowdy (englisch rowdy (Substantiv) „Rabauke, Schläger“, rowdy (Adjektiv) „rüpelhaft, gewalttätig“, vgl. row „Krawall, Schlägerei“) wird im Deutschen ein Mensch bezeichnet, der sich in der Öffentlichkeit flegelhaft und gewalttätig aufführt. Der Begriff steht damit den Begriffen „Krawallmacher“ und „Randalierer“ nahe. Im weiteren Sinne kann der Begriff für jede Person verwendet werden, die sich in der Öffentlichkeit rücksichtslos verhält. In dieser weiteren Bedeutung hat der Begriff eher eine ähnliche Bedeutung wie „Rüpel“.
Von Rowdys bzw. Rowdytum ist in den Medien insbesondere im Zusammenhang mit Schlägereien, Randalen und Vandalismus, sowie bewusst-provokantem, dreistem, ruppigem und konfrontativem Verhalten die Rede. So ist die Bezeichnung Verkehrsrowdy für einen rücksichtslosen, andere gefährdenden Verkehrsteilnehmer verbreitet. Auch Hooligans werden gelegentlich als Rowdys bzw. als Fußballrowdys bezeichnet.
Der Begriff stand bereits 1887 erstmals im Duden. Der gleichbedeutende englische Begriff ist seit mindestens 1808 nachgewiesen.
„Rowdy“ wird meist als abwertende Fremdbezeichnung verwendet. Ein „Rowdy“ handelt demnach aus charakterlicher Unreife, Rücksichtslosigkeit, Lust an Provokation oder Zerstörungswut (bzw. Zerstörungslust). Andere persönliche Beweggründe (Bereicherung, Rache, Verzweiflung) spielen keine Rolle, ebenfalls nicht ideologische oder politisch-gesellschaftliche Motivationen. In diesem Sinne wurde und wird politische Gewalt, lautstarker Protest und öffentlich gezeigtes nonkonformes Verhalten, selbst wenn es gewaltfrei ist, mitunter als Rowdytum bezeichnet, um es als asozial zu brandmarken.

## Verwendung als rechtlicher Begriff
Der Begriff Rowdytum umfasste in der DDR auch „bewusste Missachtung des sozialistischen Werte- und Normensystems“ durch Jugendliche, was als „westlich gesteuert“ vermutet wurde und sich z. B. im gemeinschaftlichen Konsum westlicher Rock-’n’-Roll-Musik äußern konnte.
Das 1968 eingeführte Strafgesetzbuch der DDR kannte den Tatbestand Rowdytum. § 215 lautete:

„Wer sich an einer Gruppe beteiligt, die aus Mißachtung der öffentlichen Ordnung oder der Regeln des sozialistischen Gemeinschaftslebens Gewalttätigkeiten, Drohungen oder grobe Belästigungen gegenüber Personen oder böswillige Beschädigungen von Sachen oder Einrichtungen begeht, wird mit Freiheitsstrafe bis zu fünf Jahren oder mit Haftstrafe bestraft.
Ist die Tatbeteiligung von untergeordneter Bedeutung oder ist die Tat ohne Beteiligung an einer Gruppe begangen, kann der Täter mit Freiheitsstrafe bis zu zwei Jahren oder Verurteilung auf Bewährung, mit Haftstrafe oder mit Geldstrafe bestraft werden.
Der Versuch ist strafbar.“

§ 216 drohte für schwere Fälle Freiheitsstrafen von bis zu acht Jahren an.
In Russland existiert ein dem Rowdytum entsprechender Straftatbestand (russisch Хулиганство Hooliganstwo, englisch Hooliganism) nach § 213 des russischen Strafgesetzbuches. So wurden drei Mitglieder der russischen Punkrockband Pussy Riot wegen eines vorangegangenen Protests Ende Februar 2012 aufgrund von Rowdytums aus religiösem Hass (Хулиганство по мотивам религиозной ненависти) verhaftet und zu zwei Jahren Haft verurteilt.
Auch in der bundesdeutschen Rechtsprechung findet der Begriff Rowdytum im Zusammenhang mit Verkehrsstraftaten gelegentlich Verwendung. Es handelt sich bei einem Verkehrsrowdy (gemäß Duden) um einen Verkehrsteilnehmer, der die Verkehrsvorschriften grob und rücksichtslos verletzt.